# Clytoleptus
Clytoleptus is een kevergeslacht uit de familie van de boktorren (Cerambycidae). De wetenschappelijke naam van het geslacht werd voor het eerst geldig gepubliceerd in 1912 door Casey.

## Soorten
Clytoleptus is monotypisch en omvat slechts de volgende soort:
- Clytoleptus albofasciatus (Castelnau & Gory, 1841)